# Bęćkowo
Bęćkowo gehört zur Stadt-und-Land-Gemeinde Szczuczyn in Polen.

## Lage
Bęćkowo liegt in der Woiwodschaft Podlachien, etwa halben Weges zwischen Łomża und Augustów.

## Geschichte
In Bęćkowo befindet sich der ehemalige Stammsitz der Familie Szczuka herbu Grabie. Alter polnischer Adel der ab 1230 namentlich urkundlich nachweisbar ist. Um 1400 herum siedelten hier die ersten Szczukas. Die Familie wurde um 1400 vom Fürsten Janusch von Masowien geadelt. Am Ortsrand von Bęćkowo steht noch heute eines der ehemaligen Gutshäuser der Familie. Das originale Gutshaus brannte um 1730 ab und wurde danach im heutigen Stil neu aufgebaut. Es scheint jetzt schon längere Zeit leer zu stehen und ist in keinem guten Zustand (Stand Juli 2018 – persönlich angesehen). Der Name Szczuka ist eng verbunden mit Stanislaw Antoni Szczuka. Er war Sekretär vom polnischen König Johann III. Sobieski und unter August II. Unterkanzler von Litauen. Auch war er und alle anderen männlichen wehrtauglichen Mitglieder dieser Familie bei der Schlacht vor Wien 1683 gegen die Türken dabei. Ein Mitglied der Familie, Oberst Wenzel Szczuka mit seinem Leutnant, fiel vor Wien. Wie man weiß war das Eingreifen der Polen entscheidend für den Sieg. Es wird behauptet, dass alleine 2000 polnische Flügelhusaren die Türken letztlich in die Flucht schlugen. Stanislaw Antoni Szczuka ist auch der Erbauer der Kirche in Szczuczyn und hat auch den Ort selber gegründet. Ihm gehörte viel Land mit einigen Dörfern in der Region. Bęćkowo hat auch dazu gehört. Er liegt in seiner Kirche mit zwei seiner Kinder begraben und starb 1710 in Warschau an Lungenentzündung.
Koordinaten: 53° 36′ 18,3″ N, 22° 18′ 59,1″ O